# Polisportiva Due Principati
La Polisportiva Due Principati è una società pallavolistica femminile italiana con sede a Baronissi: milita nel campionato di Serie B2.

## Storia
La Polisportiva Due Principati debutta in Serie B2 nella stagione 2015-16: dopo aver chiuso il proprio girone al secondo posto, vince i play-off promozione, ottenendo l'accesso alla Serie B1. Esordisce nella terza divisione del campionato italiano nell'annata 2016-17, concludendo il girone D al tredicesimo posto e retrocedendo in Serie B2.
Grazie all'acquisto del titolo sportivo dalla Garavini Ravenna, partecipa, a partire dalla stagione 2017-18, alla Serie A2: nell'annata 2018-19 si qualifica per la prima volta alla Coppa Italia di Serie A2, venendo eliminata agli ottavi di finale.
All'inizio della stagione 2020-21 la società annuncia l'abbandono della Serie A2 per riprendere dalla Serie B2.